# 卫俊民
衛俊民，山西榆次人，明朝政治人物，举人出身。

## 生平
洪武三年，山西乡试中举。后担任湖廣道監察御史。